# Явка на Сальваторе
Явка на Сальваторе (пол. Stajnia na Salvatorze) — чёрно-белый польский художественный фильм, снятый в 1967 году режиссёром Павлом Коморовским на студии KADR.
Экранизация рассказа Яна Юзефа Щепаньского.
Премьера фильма состоялась 6 октября 1967 года.

## Сюжет
Вторая мировая война. Молодому участнику польского сопротивления Михалу командование поручает привести в исполнение приговор его другу Яну Гаевскому «Зиге», который, будучи арестованным, во время допросов в гестапо, не выдержал пыток и предал нескольких своих товарищей. Михал не решается привести в исполнение смертный приговор и вскоре в результате предательства «Зыги» начинаются аресты подпольщиков.

## В ролях
- Януш Гайос — Михал Словинский
- Рышарда Ханин — мать Михала
- Тадеуш Ломницкий — Ян Гаевский «Зига»
- Иоанна Щербиц — Тереза, девушка Михала
- Людвик Бенуа — Даниц, извозчик
- Кристина Фельдман — соседка Терезы
- Иоанна Едлевская — лавочница
- Ирена Карел — Ирена, подруга «Руди»
- Анджей Козак — «Длуги», участник группы Михала
- Кшиштоф Литвин — Юрек, друг Терезы
- Лех Лотоцкий — Мацек, сосед Михала
- Густав Луткевич — директор судоходной компании
- Мариан Войтчак — агент гестапо на связи с «Зигой»
- Ирена Буравская